# Coa (jerga)
El coa es una jerga utilizada por los delincuentes en Chile, que con el tiempo se ha integrado parcialmente al español hablado en el país, especialmente en su variante carcelaria. Se ha sugerido que el término «coa» proviene del gitano-español «coba» ('embuste', 'adulación'), usado con un sentido similar en Bolivia[cita requerida], aunque también se ha se ha relacionado con la germanía, una antigua jerga del español.
El coa se caracteriza por el uso del doble sentido, códigos propios del ámbito delictual y términos de origen extranjero, como préstamos del lunfardo argentino. También incluye palabras formadas mediante metátesis o vesre (inversión de sílabas).
El primer estudio acerca del coa fue publicado en 1910 por Julio Vicuña Cifuentes, bajo el título Coa. Jerga de los delincuentes chilenos. Estudio y vocabulario.

## Ejemplos de la jerga coa
- Abrir el tarro: Hablar más de la cuenta.
- Agila'o: Persona exagerada en sus acciones, persona que actúa mal ante un problema. Persona temeraria o que no mide consecuencias. Sobrepasa a un «gil» o persona incauta.
- Andar con la pera: Andar con miedo, por una situación en específico.
- Arturito: Billete de diez mil pesos, con la imagen de Arturo Prat.[3]
- Ascurrirse: Comprender, darse cuenta de algo.
- Bacán (de origen lunfardo y con amplio uso fuera del coa): Bueno, genial, espectacular.
- Brígido: Peligroso o increíble.
- Caleta: Gran cantidad de algo.
- Cana (de origen lunfardo): Prisión o cárcel.
- Chorizo: Persona valiente, irreverente.
- Despabilar: Estar atento a una situación en específico, dejar de estar pegado.
- Doblar el pantalón: Engañar o traicionar la confianza de alguien.
- Doméstico/a: Quien le roba pertenencias a alguien de su mismo barrio o compañeros de celda.
- Estar piojo: Estar bajo los efectos de las drogas, muy raras veces se usa para referirse a alguien bajo los efectos del alcohol.
- Fierro: Revólver, pistola o arma de fuego. | Dar un fierrazo: disparar.
- Filo: Expresión que denota desinterés. Dar poca importancia a algo.
- Flaite (posiblemente del término inglés fly, 'vuelo'): Utilizado generalmente para referirse a personas que siguen cierta manera de vestir, viven en ciertos barrios, a delincuentes; o simplemente al lumpen. Actualmente se ha transformado su uso a maneras más despectivas, sobre todo a la gente más pobre o sin estudios.
- Goma: Aquel a quien se manda a hacer cosas.
- La meca y la seca: Lo bueno y lo malo.
- Lorear: Observar, mirar, fijarse.
- Machetear: Pedir alguna cosa, sobre todo comida o dinero. Anteriormente en el español coloquial de muchos sitios, sablear.
- Mexicana: Quitada de droga.
- Mina (de origen lunfardo y con uso fuera del coa en la actualidad): Mujer.[4]
- Perkin: Se refiere a los súbditos de un maleante o tipo con más poder; también a quien es un novato, muy inocente o débil.
- Ponerse vi'o: Llamado de atención para que una persona esté atenta.
- Pulento(a): Bueno, -a; genial. | La pulenta (proviene del habla de los huasos): La verdad.
- Rajar el paño: Provocar herida en el rostro o el abdomen con algún objeto cortopunzante.
- Raspa la pipa: Expresión para referirse que la persona debe irse.
- Rati (variante vesre de «tira», de origen lunfardo): Apodo despectivo de los funcionarios de la Policía de Investigaciones de Chile (PDI).
- Registra: Expresión para referirse a personas con un alto prontuario delictual, las cuales son respetadas por ese tipo de acciones.
- Sapear: Vigilar o delatar a alguien.
- Yuta (del lunfardo): Funcionario policial, de gendarmería o de la PDI; por extensión, autoridad que da cumplimiento a la ley.